# Hrvatska domovina (Zagreb)
Hrvatska domovina je bio hrvatski dnevnik iz Zagreba. 
Izlazile su od 2. prosinca 1895. do 1. prosinca 1900. godine, svakim danom osim nedjelje. Prvih je godina vlasnik bio Ivan Ružić.
Nastavljale su baštinu dnevnika Hrvatska.
Uređivali su ih: 
- Ivan Ružić
- August Harambašić
- Franko Potočnjak
- Vjekoslav Fleišer
- Mirko Supek
- Marko Iveković
- Dragutin Tkalčić

Na baštinu dnevnika Hrvatske domovine nastavlja se dnevni list Hrvatska.